# Comuna de Trzyciąż
Trzyciąż (polaco: Gmina Trzyciąż) é uma gminy (comuna) na Polónia, na voivodia de Pequena Polónia e no condado de Olkuski. A sede do condado é a cidade de Trzyciąż.
De acordo com os censos de 2007, a comuna tem 7130 habitantes, com uma densidade 73,8 hab/km².

## Área
Estende-se por uma área de 96,56 km², incluindo:
- área agricola: 77%
- área florestal: 16%

## Demografia
Dados de 30 de Junho 2004:
|                      | Total   | Total | Mulheres | Mulheres | Homens  | Homens |
| -------------------- | ------- | ----- | -------- | -------- | ------- | ------ |
|                      | pessoas | %     | pessoas  | %        | pessoas | %      |
| População            | 7156    | 100   | 3522     | 49,2     | 3634    | 50,8   |
| Densidade (pop./km²) | 74,1    | 100   | 36,5     | 36,5     | 37,6    | 37,6   |

De acordo com dados de 2002, o rendimento médio per capita ascendia a 1138,16 zł.

## Comunas vizinhas
- Gołcza, Olkusz, Skała, Sułoszowa, Wolbrom